# Simoni Lahud Guedes
Simoni Lahud Guedes (São José do Calçado, 3 de agosto de 1950 - Niterói, 18 de julho de 2019) foi uma antropóloga brasileira, professora da Universidade Federal Fluminense e pesquisadora da área de Antropologia do Esporte.

## Vida
Simoni Lahud Guedes fez Bacharelado (1971) e Licenciatura (1973) em Ciências Sociais na Universidade Federal Fluminense, Mestrado (1977) e Doutorado (1992) em Antropologia Social pelo Museu Nacional, Universidade Federal do Rio de Janeiro.
Foi Professora Titular do Departamento de Antropologia da Universidade Federal Fluminense, tendo sido uma das coordenadoras do Programa de Pós-Graduação em Antropologia desta instituição e membro gestora e pesquisadora do Instituto de Estudos Comparados em Administração Institucional de Conflitos (INEAC-INCT).  
Foi membro da Associação Brasileira de Antropologia (ABA), tendo coordenado a Comissão de Ensino e Ofício desta associação. Era pesquisadora do CNPq desde 1996, co-líder do Grupo de Pesquisa Transmissão de Patrimônios Culturais. Também foi membro do Grupo de Trabalho Deporte, sociedad y políticas públicas do Consejo Latinoamericano de Ciencias Sociales (CLACSO).

## Realizações
Simoni Guedes apresentou, em 1977, a dissertação de Mestrado intitulada O Futebol Brasileiro – Instituição Zero, sendo por isso reconhecida por seus pares como uma pesquisadora pioneira para os estudos sobre futebol. Seu artigo "Subúrbio: celeiro de craques", resultado de um estudo etnográfico com operários em uma fábrica no Rio de Janeiro, integrou a coletânea Universo do Futebol: esporte e sociedade brasileira (ISBN 1409000001), obra publicada em 1982 que impulsionou os estudos sobre o esporte no Brasil. 
Considerada a “madrinha dos estudos esportivos nas ciências humanas latino-americanas”, Simoni Guedes desenvolveu sua carreira de professora e pesquisadora na área de Antropologia, abordando as conexões entre trabalhadores urbanos, futebol e categorias etárias. Em suas pesquisas sobre esporte, abordou o futebol como operador da identidade nacional brasileira, analisando, de modo peculiar, a forma como ele se transforma em veículo para o debate sobre as características do “povo brasileiro”. Um dos focos de atenção da antropóloga recaia sobre os significados do futebol na vida dos trabalhadores urbanos, como o esporte sedimenta redes de sociabilidade masculinas e quais são seus possíveis redimensionamentos em termos sociais e políticos.
Além das dezenas de escritos sobre esporte, também foi co-organizadora de coletâneas que reuniram trabalhos tematizando a etnografia em espaços escolares e o ensino de Antropologia.

## Escritos
Livros e coletâneas
- Abordagens Etnográficas sobre Educação: Adentrando os Muros das Escolas. Niterói: Alternativa/ Faperj, 2014. 220p. (Coletânea organizada Tatiana Cipiniuk). ISBN 9788563749208.
- Experiências de Ensino e Prática em Antropologia no Brasil. Brasília: Icone Gráfica e Editora, 2010. 104p . (Coletânea organizada Fátima Tavares e Carlos Caroso). ISBN 978-85-87942-03-6
- Horizontes Antropológicos - Antropologia e esporte. Porto Alegre: PPGAS/UFRJ, 2008. 311p . (Dossiê organizado com Ruben Oliven e Arlei Sander Damo) ISSN 1806-9983
- Nações em campo: Copa do Mundo e identidade nacional. Niterói: Intertexto, 2006. 221p . (Coletânea organizada com Édison Gastaldo). ISBN 8587258605
- Gênero e sexualidade: estudos em torno da Pesquisa Social Brasileira (PESB). Niterói: Intertexto, 2004. 181p .ISBN 9788587258540
- Transmissão de Patrimônios Culturais. Niterói: Departamento de Antropologia, Universidade Federal Fluminense, 2004. (Coletânea organizada com Delma Pessanha Neves)
- O Brasil No Campo de Futebol: Estudos Antropológicos Sobre Os Significados do Futebol Brasileiro. Niterói: EDUFF, 1998. 136p . ISBN 978-8522802562
- Jogo de Corpo: Um Estudo de Construção Social de Trabalhadores. Niterói: EDUFF, 1997. 355p. ISBN 9788522802159

Entrevistas
- Simoni Lahud Guedes. Ludopédio. 2013[15].
- Simoni Lahud Guedes (parte 2). Ludopédio. 2013. [16]